# Distichlis scoparia
Distichlis scoparia är en gräsart som först beskrevs av Carl Sigismund Kunth, och fick sitt nu gällande namn av José Arechavaleta. Distichlis scoparia ingår i släktet Distichlis och familjen gräs. Inga underarter finns listade i Catalogue of Life.